# Bo (Volksstamm)
Der Bo war ein Volksstamm mit eigener Sprache, der auf der indischen Inselgruppe Andamanen beheimatet war. Es war ein Unterstamm der Groß-Andamaner. Das letzte Mitglied des Stamms, Boa Senior, starb am 26. Januar 2010 mit etwa 85 Jahren. Damit starb auch die Sprache der Bo aus. Es wird davon ausgegangen, dass die Bo seit 65.000 Jahren existierten und damit eine der ältesten menschlichen Kulturen waren. Der Stamm hatte seine eigene Sprache, die Teil der Sprachfamilie der andamanischen Sprachen war, und bei Ankunft der britischen Siedler im Jahr 1858 zwischen 200 und 700 Mitglieder. Bei der Volkszählung 1901 lebten noch 48 Mitglieder des Stammes. Vor allem den Kämpfen gegen die britischen Siedler sowie von diesen eingeschleppten Krankheiten fielen viele Mitglieder des Stammes zum Opfer.